# Statens servicecenter
Statens servicecenter är en svensk myndighet under Finansdepartementet, som inrättades 2012 för att förmedla administrativa tjänster åt andra myndigheter. Drygt hälften av myndigheterna under regeringen har överenskommelse med Statens servicecenter. Några av dessa är Arbetsförmedlingen, Skatteverket, Försäkringskassan, Kronofogden, Pensionsmyndigheten och länsstyrelserna. Syftet med verksamheten är att bidra till en effektivare statsförvaltning genom att erbjuda övriga statliga myndigheter administrativa tjänster inom framförallt ekonomi, lön- och konsultrelaterade tjänster. Den 1 juni 2019 tog Statens servicecenter över ansvaret för de statliga servicekontoren i hela landet, vilka förmedlar tjänster åt Arbetsförmedlingen, Försäkringskassan, Pensionsmyndigheten och Skatteverket. Under 2021 infördes Arbetsförmedlingens kundtorgstjänst på alla statliga servicekontor. 2020 hade servicekontoren cirka 2,4 miljoner besök. 
Statens servicecenter är aktiva i samarbetsforum som på olika sätt utvecklar och bidrar till en effektivare hantering av tjänster inom kärnkompetensområdet. För att säkerställa kompetensförsörjning medverkar Statens servicecenter även i olika utbildningsforum och erbjuder praktikplatser.
Myndigheten är från 1 oktober 2022 beredskapsmyndighet och ingår i beredskapssektorn ekonomisk säkerhet.

## Lokala statliga servicekontor
År 2018 gav regeringen uppdrag till Statens servicecenter att förbereda en samlad organisation för statlig lokal service. Ett samverkansprojekt inleddes med Försäkringskassan, Pensionsmyndigheten och Skatteverket. Statens servicecenter påbörjade också ett samarbete med Arbetsförmedlingen för Genomföra Arbetsförmedlingens kundtorgsverksamhet på Statens servicecenters servicekontor över hela landet med start 2020. Statens servicecenter öppnade 2020 servicekontor i Storuman, Torsby, Vansbro och Åsele som ett led i att öka den statliga närvaron över hela landet.
 Senare har regeringen beslutat öppna ytterligare 28 servicekontor.

## Fråga om upphandlingsskadeavgift
I maj 2013 krävde Konkurrensverket Statens servicecenter på sammanlagt 1,5 miljoner kronor för två direktupphandlingar som enligt Konkurrensverket stred mot lagen om offentlig upphandling. Det sammanlagda värdet av de båda berörda avtalen uppgick till omkring 20 miljoner kronor. Upphandlingarna gällde organisationsutveckling och personal som krävdes för att myndigheten skulle hinna starta denna snabbt. Den första av de båda upphandlingarna gjordes sommaren 2012 av Servicecenterutredningen strax före Statens servicecenters bildande genom avropning från ett ramavtal som regeringskansliet tecknat och som gällde mellan 2007 och 2011. Den andra upphandlingen utgjordes av att Statens servicecenter förlängde konsultuppdragen utredningen hade avropat.. Konkurrensverket menade att det inte var tillåtet att avropa från ett utgånget ramavtal, att Statens servicecenter inte ingick i den grupp av myndigheter som var berättigade att avropa från ramavtalet i fråga samt att Statens servicecenter inte borde kunna vara bundna till avtal som tecknats av Servicecenterutredningen före myndigheten grundande.
Båda målen om upphandlingsskadeavgifter avgjordes av Förvaltningsrätten i Falun i juli 2014. Statens servicecenter friades vad gällde den direktupphandling som avropats av Servicecenterutredningen. I det andra målet ansåg domstolen att omständigheterna var så förmildrande att Konkurrensverkets krav på upphandlingsskadeavgift halverades till 350 000 kronor. I augusti 2014 överklagade Konkurrensverket domen till Kammarrätten i Sundsvall. I juli 2015 avslog Kammarrätten i Sundsvall Konkurrensverkets ansökan om upphandlingsskadeavgift..